# 黒崎煌代
黒崎 煌代（くろさき こうだい、2002年4月19日 - ）は、日本の俳優。兵庫県三田市出身。レプロエンタテインメント所属。身長175cm。

## 略歴
- 2022年、開催された役者オーディション「レプロエンタテインメント30周年企画『主役オーディション』」で約5000人の応募者の中から合格し、芸能界入り[2]。
- 2023年、連続テレビ小説 ブギウギで俳優デビュー。
- 2025年5月開催の「第78回カンヌ国際映画祭」の監督週間に出品される映画「見はらし世代」で初主演を果たした[3]。

## 受賞歴
2024年
- 第33回日本映画批評家大賞 新人男優賞（南俊子賞）（『さよなら ほやマン』）
- 第21回シネマ夢倶楽部 推薦委員特別賞（『さよなら ほやマン』）

## 人物
- 趣味は映画鑑賞、映画を観て脚本を書き起こすこと[1]。
- 特技はドッジボール、スキー[1]。
- 父親が米国で映像関係の仕事をしていた時期があり、自宅には洋画のDVDや映画関係の本があふれていた。小さい頃から映画が身近で、初めて見たのは「スター・ウォーズ」。王道のSF映画に衝撃を受け、自身が生まれる前の作品も含めて数多くの洋画に触れてきた。高校3年間は映像制作にのめり込み、文化祭ではクラスメートら十数人を巻き込んで20分ほどのサスペンスドラマを制作。発表会では最優秀賞を受賞した。大学は映像関係の著作権を学ぼうと法学部に進学し、CGなどの勉強も独学で進めた[6]。
- 影響を受けている俳優は日本だと志村けんや藤山寛美。彼らのような間の取り方を参考にしつつ、シリアスなコメディができる俳優を目指して、オリジナルの道を進んでいければと思っている[7]。

## 役作りへのこだわり
- さよなら ほやマンで障がいを持つシゲル（主人公の弟）を演じた際、撮影前のリハーサルの途中でシゲルではなく障がい者を演じてしまっていることに気づいた。「シゲルは自分を障がい者とは思っておらず、なぜか人と同じことができない男だと思っている。自分が障がい者を演じてしまっては、シゲルの葛藤が伝わらない」と思ったことから、自分自身どうすればいいのか、あいまいな状態でわざと現場に入って、迷いながら撮影の日々を過ごすことで、シゲルの葛藤が出ればいいなって思いながら演じた[8]。

## 出演

### テレビドラマ
- 連続テレビ小説 ブギウギ（2023年10月13日 - 、NHK） - 花田六郎 役[9][10]
- 東京サラダボウル 第5話（2025年2月4日、NHK総合・NHK BSP4K） - 早川進 役[11]
- 地震のあとで 第2話『アイロンのある風景』（2025年4月12日、NHK総合） - 啓介 役[12][13]

### 映画
- テン・ストーリーズ （2023年7月23日公開、レプロエンタテインメント）[14]
- さよなら ほやマン（2023年11月3日公開、ロングライド／シグロ）[15]　- 　阿部シゲル　役
- 今日の空が一番好き、とまだ言えない僕は（2025年4月25日公開、日活） - 山根 役[16][17]
- アフター・ザ・クエイク（2025年10月3日公開予定、ビターズ・エンド） - 啓介 役[18]
- 見はらし世代（2025年10月10日公開予定、シグロ） - 主演・蓮 役[19]
- ストロベリームーン 余命半年の恋（2025年10月17日公開予定、松竹） - 福山凛太郎 役[20][21]

### 舞台
- 雨の傍聴席、おんなは裸足…（2025年11月6日 - 30日〈予定〉、PARCO劇場 / 12月4日 - 14日〈予定〉、SkyシアターMBS / 12月20日・21日〈予定〉、仙台サンプラザホール）[22][23]

### CM
- 日本郵政 ゆうパック（2024年7月22日 - ）[24]
- 関西電力（2024年8月14日 - ）[25]